# الغواصة الألمانية يو-213
غواصة يو-766، غواصة يو بوت ألمانية من الفئة السابعة دي بنيت لسلاح بحرية ألمانيا النازية كريغسمارينه، في أحواض فريدريش كروب خلال الحرب العالمية الثانية.